# Mikroregion Dracena

Mikroregion Dracena

Mikroregion Dracena – mikroregion w brazylijskim stanie São Paulo należący do mezoregionu Presidente Prudente.

## Gminy
- Dracena
- Junqueirópolis
- Monte Castelo
- Nova Guataporanga
- Ouro Verde
- Panorama
- Paulicéia
- Santa Mercedes
- São João do Pau-d'Alho
- Tupi Paulista